# Avittonia
Avittonia là một chi bướm đêm thuộc họ Noctuidae.